# Manolo Royo
Manuel Royo Ubieto, conocido artísticamente como Manolo Royo o Manolito Royo (Caspe, Provincia de Zaragoza, 14 de enero de 1951) es un humorista y cómico español.

## Trayectoria
Inicia en 1970 su actividad artística colaborando en el circo de los Hermanos Tonetti. En 1977 da el salto a la pequeña pantalla cuando aparece por primera vez ante una cámara en el programa de variedades Esta noche, fiesta, que dirigía y presentaba José María Íñigo. Un año después, pasó a formar parte del elenco de humoristas del espacio 625 líneas.
Compaginó estas apariciones en televisión con espectáculos en salas de fiesta en Madrid, entre finales de la década de 1970 y principios de los 80, como Xénon, Windsor y Cleofás.
No obstante, su mayor popularidad se la debe al programa Un, dos, tres... Responda otra vez (1987-1993), en el que, durante años interpretó numerosos personajes, siendo Mc Royo y su coletilla ¡Aquí no passa nada! el que le granjeó más éxito entre el público.
Su paso por televisión tuvo su colofón al intervenir en la serie Compuesta y sin novio (1994), con Lina Morgan; en la participación recurrente en el espacio musical La Revista (1995-1996); así como en algunos programas producidos por José Luis Moreno, como Noche de fiesta (2001-2002).
Desde entonces ha concentrado su actividad artística sobre los escenarios, tanto en teatros como en salas de fiesta siempre con espectáculos de humor.